# Nina Kajzba
Nina Kajzba (4 aprile 2004) è una calciatrice slovena, attaccante del Parma e della nazionale slovena.

## Carriera

### Club
Kajzba inizia l'attività agonistica giovanissima, vestendo la maglia del Rudar Škale nelle giovanili, prima nella formazione Under-13, dove inizia a farsi notare per la sua facilità di realizzazione siglando 5 reti su 4 partite del campionato 2013-2014 di categoria, per passare successivamente al Pomurje, dove gioca nelle formazioni Under-13, Under-15 e Under-17 dove fa incetta di trofei laureandosi, tra le altre, Campione di Slovenia Under-17 nel campionato 2016-2017 e 2017-2018, mentre in quello 2018-2019 vince la classifica delle marcatrici con 29 reti ripetendosi la stagione successiva con 23 centri.
Aggregata alla prima squadra dalla stagione 2020-2021, disputando la Prva ženska slovenska nogometna liga, livello di vertice del campionato sloveno, Kajzba contribuisce a far conquistare alla sua squadra il 7º titolo di Campione di Slovenia, disputando inoltre la finale di Coppa di Slovenia persa ai rigori con l'Olimpia Lubiana. In questa sua prima stagione "senior" conquista anche la prima posizione nella classifica delle marcatrici del campionato, realizzando 32 reti a pari merito con la compagna di squadra Kaja Korošec e Ana Milović dell'Olimpia Lubiana. Ha inoltre occasione per esordire in UEFA Women's Champions League, debuttando il 4 novembre 2020, nella fase preliminare di qualificazione all'edizione 2020-2021, dove segna anche la rete che all'80' fissa sul 3-0 il risultato sulle montenegrine del Breznica. Scenden in campo in tutti i successivi tre incontri che, dopo aver superato anche le ungheresi del Ferencváros, vede la sua scalata interrotta dalle danesi del Fortuna Hjørring ai sedicesimi di finale.
Nell'estate 2021 coglie l'occasione per la sua prima esperienza all'estero, sottoscrivendo un contratto biennale con la Roma per affrontare la stagione entrante con la maglia giallorossa delle neovincitrici della Coppa Italia. A disposizione del tecnico Alessandro Spugna, Kajzba fa il suo debutto in Serie A il 4 settembre 2021, alla A, rilevando Valeria Pirone al 77' nella vittoria casalinga per 4-1 con il Napoli. La stagione però è compromessa per il grave infortunio al ginocchio rimediato nell'incontro con la sua nazionale Under-19 e che la costringe a subire un'operazione per la rottura del legamento crociato anteriore del ginocchio sinistro e a sottoporsi a un lungo periodo di convalescenza.
Lungo la stagione 2022-2023, Kajzba contribuisce saltuariamente alla vittoria della Supercoppa italiana e del campionato, primo titolo nazionale nella storia della Roma.
Il 1º agosto 2023, Kajzba viene ceduta in prestito per una stagione al Napoli, neopromosso in Serie A, insieme alle compagne di squadra Corelli e Gallazzi.
Il 28 agosto 2024, passa a titolo definitivo al Parma, in Serie B.

### Nazionale
Kajzba inizia ad essere convocata dalla Federcalcio slovena nel 2019, vestendo la maglia della Formazione Under-17 in occasione della fase élite di qualificazione all'Europeo di Bulgaria 2019, giocando tutti i tre incontri del gruppo 6 che, con una vittoria, un pareggio e una sconfitta, vede la sua nazionale chiudere il girone al 2º posto fallendo l'accesso alla fase finale. Rimasta in rosa anche per la successiva qualificazione all'Europeo di Svezia 2020, gioca tutti i tre incontri del gruppo 5 nella prima fase, andando anche a rete nella vittoria per 6-0 sulle pari età dell'Azerbaigian, guadagnando con il 2º posto nel girone il passaggio al turno successivo, tuttavia le restrizioni dovute alla pandemia di COVID-19 costringe la UEFA prima a sospendere e poi a cancellare completamente l'edizione del torneo.
Cancellata preventivamente anche l'edizione delle Fær Øer 2021, per l'edizione di Bosnia ed Erzegovina 2022, Kajzba è oramai fuori quota, venendo convocata per la prima volta in Under-19, inserita in rosa con la nazionale che affronta le successiva qualificazione all'Europeo di Repubblica Ceca 2022, dove debutta il 18 settembre 2021 nell'incontro perso 5-0 con il Belgio. Qualche settimana più tardi subisce un grave infortunio al 21' dell'incontro del gruppo 3 della prima fase perso poi 2-1 con la Russia, che poi viene accertato sia la rottura del legamento crociato anteriore del ginocchio sinistro.
Nel frattempo, a poco più di una settimana dal suo 17º compleanno, il commissario tecnico della nazionale maggiore Jarc Borut, decide di convocarla per l'amichevole casalinga del 13 aprile 2021 con la Slovacchia, dove debutta, con il risultato già fermo sul 5-0 per le padrone di casa, rilevando Lara Prašnikar all'83'.

## Statistiche

### Presenze e reti nei club
Statistiche aggiornate al 18 maggio 2025.
| Stagione        | Squadra         | Campionato      | Campionato | Campionato | Coppe nazionali | Coppe nazionali | Coppe nazionali | Coppe internazionali | Coppe internazionali | Coppe internazionali | Altre coppe | Altre coppe | Altre coppe | Totale | Totale |
| Stagione        | Squadra         | Comp            | Pres       | Reti       | Comp            | Pres            | Reti            | Comp                 | Pres                 | Reti                 | Comp        | Pres        | Reti        | Pres   | Reti   |
| --------------- | --------------- | --------------- | ---------- | ---------- | --------------- | --------------- | --------------- | -------------------- | -------------------- | -------------------- | ----------- | ----------- | ----------- | ------ | ------ |
| 2020-2021       | Pomurje         | 1.ŽNL           | 14         | 32         | CS              | 3               | 4               | UWCL                 | 4                    | 1                    | -           | -           | -           | 21     | 37     |
| 2021-2022       | Roma            | A               | 1          | 0          | CI              | -               | -               | -                    | -                    | -                    | -           | -           | -           | 1      | 0      |
| 2022-2023       | Roma            | A               | -          | -          | CI              | 2               | 2               | UWCL                 | 1                    | 0                    | SI          | -           | -           | 3      | 2      |
| Totale Roma     | Totale Roma     | Totale Roma     | 1          | 0          | -               | 2               | 2               | -                    | 1                    | 0                    | -           | -           | -           | 4      | 2      |
| 2023-2024       | Napoli          | A               | 15         | 0          | CI              | 4               | 0               | -                    | -                    | -                    | -           | -           | -           | 19     | 0      |
| 2024-2025       | Parma           | B               | 29         | 5          | CI              | 2               | 2               | -                    | -                    | -                    | -           | -           | -           | 31     | 7      |
| 2025-2026       | Parma           | A               | 0          | 0          | CI              | 0               | 0               | -                    | -                    | -                    | AWC         | 0           | 0           | 0      | 0      |
| Totale Parma    | Totale Parma    | Totale Parma    | 29         | 5          | -               | 2               | 2               | -                    | -                    | -                    | -           | 0           | 0           | 31     | 7      |
| Totale carriera | Totale carriera | Totale carriera | 59         | 37         | -               | 11              | 8               | -                    | 5                    | 1                    | -           | -           | -           | 75     | 46     |

## Palmarès

### Competizioni giovanili
- Campionato Primavera: 1

Roma: 2022-2023

### Competizioni nazionali
- Campionato sloveno: 1

Pomurje Beltinci: 2020-2021
- Campionato italiano: 1

Roma: 2022-2023
- Supercoppa italiana: 1

Roma: 2022